# Isaac Newton
Isaac Newton (n. 25 decembrie 1642/4 ianuarie 1643, Colsterworth⁠(d), Anglia, Regatul Unit – d. 20/31 martie 1727, Middlesex, Anglia, Regatul Marii Britanii) a fost un renumit om de știință englez, alchimist, teolog, mistic, matematician, fizician și astronom, președinte al Royal Society. Isaac Newton este savantul aflat la originea teoriilor științifice care vor revoluționa domeniul opticii, matematicii și în special al mecanicii. În 1687 a publicat lucrarea Philosophiae Naturalis Principia Mathematica, în care a descris Legea atracției universale și, prin studierea legilor mișcării corpurilor, a creat bazele mecanicii clasice. A contribuit, împreună cu Gottfried Wilhelm von Leibniz, la fondarea și dezvoltarea calculului diferențial și a celui integral. Newton a fost primul care a demonstrat că legile naturii guvernează atât mișcarea globului terestru, cât și a altor corpuri cerești, intuind că orbitele pot fi nu numai eliptice, dar și hiperbolice sau parabolice. Tot el a arătat că lumina albă este o lumină compusă din radiații monocromatice.
Newton a fost un fizician, înainte de toate. Laboratorul său uriaș a fost domeniul astronomiei, iar instrumentele sale geniale au fost metodele matematice, unele dintre ele inventate de el însuși. Newton nu s-a lăsat antrenat de latura pur astronomică și matematică a activității sale, ci a rămas de preferință fizician. În aceasta constă neobișnuita tenacitate și economia gândirii sale. Până la Newton și după el, până în prezent, omenirea nu a cunoscut o manifestare a geniului științific de o forță și o durată mai mare. Spencer comunica următoarele cuvinte ale lui Newton, rostite cu puțin timp înaintea morții sale: „Nu știu cum arăt eu în fața lumii, dar mie mi se pare că sunt un băiat care se joacă pe malul mării și se distrează căutând din timp în timp pietricele mai colorate decât de obicei, sau o scoică roșie, în timp ce marele ocean al adevărului se întinde necunoscut în fața mea”.

## Biografie
Newton s-a născut la Woolsthorpe Manor în preajma izbucnirii marelui război civil în Anglia, a fost martorul executării lui Carol I, al guvernării lui Cromwell, al Restaurației Stuarților, al așa-numitei „glorioase revoluții, fără vărsare de sânge” din 1688, și a murit la vârsta de 84 de ani, când regimul constituțional era consolidat. Dar furtunile politice n-au lăsat, se pare, urme adânci asupra vieții lui Newton. El a rămas, cel puțin în aparență, un „filozof” apolitic, în acel sens larg în care cuvântul era folosit în vechime.
Viața lui Newton a decurs liniștită, pașnică și monotonă; el a murit necăsătorit, iar călătoriile lui s-au mărginit la mici distanțe, netrecând granițele Angliei. Newton s-a bucurat de o sănătate robustă, niciodată nu a avut prieteni apropiați, de o vârstă cu el.
Cu toată amploarea extraordinară a preocupărilor sale științifice, Newton nu a fost un geniu universal, ca Leonardo da Vinci, sau un polihistor, ca Leibniz. Gândirea și activitatea lui s-au concentrat asupra filozofiei naturale sau a fizicii, matematicii și astronomiei.
Preocupările teologice și istorice ale lui Newton pot fi considerate doar ca un tribut inevitabil pe care l-a plătit epocii, ca și mulți dintre contemporanii lui, deși el însuși era uneori înclinat să considere preocupările sale în domeniul teologiei și religiei drept activitatea lui principală.
Newton s-a născut în satul Woolsthorpe, situat la 10 km sud de orășelul Grantham, în apropierea țărmului răsăritean al Angliei.
Despre originea familiei Newton din Woolsthorpe există foarte puține informații. Până la dobândirea titlului de noblețe, Newton se interesa, pare-se, foarte puțin de strămoșii lui. Cum se întâmplă adeseori, familia își amintea, dintre strămoși, numai de bunici. Este adevărat că după ce a devenit „Sir Isaac”, Newton a prezentat Camerei heraldice un tablou genealogic oficial, cuprinzând pe toți ascendenții săi până la tatăl stră-străbunicului, John Newton.

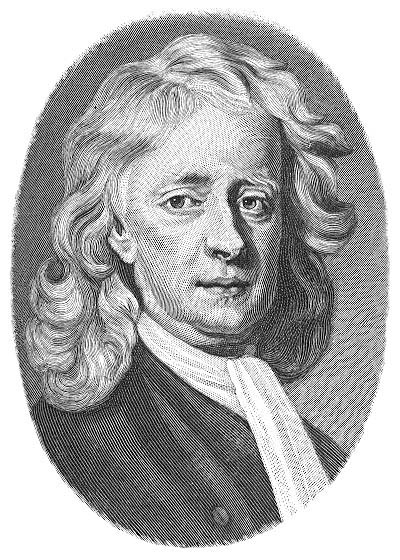
Isaac Newton

Mama lui Isaac rămăsese văduvă și a decis să se mărite cu Barnabas Smith, un om bogat, de două ori mai bătrân decât ea. Acesta însă și-a dorit o soție fără copii, astfel încât a fost nevoită să îl abandoneze pe Isaac (pe atunci în vârstă de 3 ani), pe care l-a lăsat în grija bunicii lui. În 1656, s-a înapoiat la Woolsthorpe cu trei copii – fratele și surorile lui Isaac. Băiatul avea 15 ani; el putea fi un ajutor în gospodărie și mama l-a adus în 1658 de la Grantham înapoi la Woolsthorpe. El a rămas la țară 2 ani, timp destul de îndelungat pentru un adolescent. În afară de câteva anecdote, se știe foarte puțin despre această perioadă importantă din viața lui Isaac, când s-au format caracterul și înclinațiile lui.
În relatările despre perioada școlară a vieții lui Newton, apărute după moartea sa, este greu să se deosebească faptele reale de legende. În ele se reflectă clar dorința firească de a scoate în evidență acele trăsături ale lui care s-au manifestat cu toată puterea mai târziu. Școala din Grantham, unde Newton a petrecut aproape 5 ani, a avut, probabil, o mare influență asupra formării caracterului său, contribuind la însușirea matematicii, limbii latine și a teologiei, necesare pentru studiile universitare.
Newton avea pasiunea de a construi jucării mecanice complicate, modele de mori de apă și de soare. Copilului îi plăcea să confecționeze zmeie, pe care, uneori, le înălța noaptea, agățându-le felinare de hârtie colorată și răspândind cu această ocazie, în glumă, zvonuri despre o nouă cometă. Soțul nepoatei lui Newton, Condwitt, povestește că acesta considera drept prima sa experiență de fizică aceea pe care a făcut-o în 1658, și anume: dorind să determine puterea vântului în timpul furtunii, el a măsurat lungimea săriturii sale proprii în direcția vântului și în sens contrar.
Mai multe mărturii confirmă că Newton avea talent la desen. Pe pereții camerei sale din casa farmacistului erau atârnate desene, portrete ale conducătorilor școlii de la Grantham, chipul regelui Carol I (acest tablou din camera lui Newton ne permite să ne facem o idee despre sentimentele sale politice regaliste în epoca lui Cromwell). Sub chipul regelui se aflau versuri, pe care vechii biografi le atribuiau lui Newton însuși.
Perioadei de la Grantham îi aparține singura, după cât se pare, idilă din viața lui Newton. În casa farmacistului Clark el s-a împrietenit cu mica Miss Storey, pe care o creștea farmacistul. Mai târziu, prietenia, după presupunerile biografilor, s-a transformat în dragoste și s-a pus la cale căsătoria lor. Ulterior însă, când Newton s-a hotărât definitiv pentru cariera universitară, el a renunțat la intenția de a se căsători. După tradiția medievală, membrii colegiului trebuiau să rămână celibatari. Mistress Vincent (fostă miss Storey) își amintea la bătrânețe că Newton era un tânăr tăcut, gânditor și serios, care participa fără plăcere la jocurile tovarășilor săi. El prefera să rămână acasă, chiar în societatea fetelor, cărora le făcea adeseori măsuțe, dulăpioare și alte jucării. Îi plăcea de asemenea, după spusele ei, să culeagă ierburi de leac.
Până la sfârșitul vieții, Newton a întreținut raporturi de prietenie cu tovarășa jocurilor sale din copilărie, a ajutat-o și a vizitat-o ori de câte ori venea prin locurile natale. Fosta miss Storey a murit la vârsta de 82 de ani. Casa farmacistului din Grantham era astfel, în multe privințe, plăcută lui Newton. Se spune că în cursul deselor sale drumuri la bâlciul din Grantham, tânărul fermier uita de însărcinările gospodărești care i se dădeau, lăsa calul în paza bătrânului servitor care îl însoțea și petrecea ore în șir la familia Clark.
O dată cu mutarea la Cambridge intervine o schimbare radicală în viața lui. Interesele familiale, ale gospodăriei, cunoștințele și prietenii, toate sunt uitate în atmosfera austeră de la Trinity College.
Singurul profesor al lui Newton care a exercitat efectiv o mare influență asupra lui a fost Isaac Barrow, primul profesor care a ocupat catedra Lucas. Isaac Barrow (1630 - 1667), tânăr profesor pe vremea studențimii lui Newton, a devenit, probabil mai târziu prietenul său.
Cum s-a desfășurat viața de zi cu zi a lui Newton în primii ani la Cambridge? Despre aceasta s-au păstrat puține date. Se știe că uneori lua parte la chefuri studențești și juca cărți. Probabil însă pentru a nu se singulariza printre ceilalți.
Tânărul Newton a fost econom și ordonat în cheltuielile sale; el cheltuia sume mai importante numai pe cărți și aparate științifice. Veniturile lui, din momentul când a devenit membru al colegiului, au fost destul de importante, atingând 200-250 de lire sterline pe an. Cu o asemenea sumă pe vremea aceea se putea trăi confortabil, mai ales în provincie.
Royal Society a devenit arena principală a luptei și a victoriilor științifice ale lui Newton. De la 30 noiembrie 1703 și până la sfârșitul vieții, el a fost președintele acestei societăți.
Telescopul lui Newton a devenit curând un obiect de mândrie națională în Marea Britanie și aparatul preferat al astronomilor englezi. Multe eforturi pentru perfecționarea lui s-au făcut de către Edmund Halley, încă din timpul când trăia Newton. El însuși a continuat să lucreze, cel puțin 10 ani, la îmbunătățirea aparatului. În Optica se menționează faptul că în perioada 1681-1682 el a încercat să înlocuiască oglinda metalică cu un menisc de sticlă, acoperit cu mercur pe partea convexă. Telescopul-reflector a fost folosit cu mult succes pentru descoperiri astronomice foarte importante de William Herschel, care a construit în 1789 un instrument, a cărui oglindă avea un diametru de 122 cm. În secolul al XIX-lea, lordul Ross a construit un reflector și mai mare, cu o oglindă al cărei diametru a atins 182 cm. Cu ajutorul acestui telescop au fost descoperite, printre altele, nebuloasele spirale, adică universuri noi, corespunzătoare galaxiei noastre.
Telescopul lui Newton poate fi considerat drept un preludiu la toată activitatea lui ulterioară.
Așa cum într-o uvertură, care precede unei mari piese muzicale, motivele principale se împletesc, tot astfel în telescopul lui Newton se pot urmări izvoarele tuturor direcțiilor principale ale gândirii și activității sale științifice ulterioare.
Ocolirea aberației cromatice a constituit începutul tuturor cercetărilor optice ale lui Newton; căutarea aliajului potrivit pentru oglinzi a contribuit, probabil, într-o măsură însemnată la cercetările sale chimice ulterioare și la competenta conducere a Monetăriei. Scopul direct al telescopului – lumea aștrilor – l-a atras pe Newton spre problemele de bază ale mecanicii cerești ale astronomiei. În fine, munca sterilă cu suprafețele nesferice, care a precedat reflectorul, era legată în mod inevitabil de geometria secțiunilor conice și de problemele generale ale analizei.
După acest preludiu cu telescopul, s-au succedat fazele cele mai importante ale vieții științifice a lui Newton. La o săptămână de la admiterea lui ca membru al Societății Regale, el scrie următoarele rânduri semnificative secretarului Societății, Oldenburg: „N-ați putea să-mi comunicați în apropiata dv. scrisoare, cât timp vor mai dura ședințele săptămânale ale Societății, căci eu doresc să supun aprobării Societății Regale o comunicare asupra unei descoperiri în fizică, descoperire care m-a dus la construirea telescopului. Nu mă îndoiesc că acest referat va fi mai plăcut decât comunicarea despre aparat; căci după judecata mea, este vorba de cea mai remarcabilă, dacă nu și cea mai importantă descoperire care s-a făcut vreodată cu privire la fenomenele naturii.”
Newton s-a antrenat în polemică, a trebuit să scrie criticilor scrisori lungi, care treceau prin mâinile secretarului Societății Regale – Oldenburg. Îl iritau obiecțiile nefondate, era jignit când concluziile sale erau calificate ipoteze – cuvânt pe care nu-l putea suferea. „Știți – scria el lui Oldenburg – că adevărata metodă de a descoperi însușirile lucrurilor constă în a le deduce din experiență. V-am mai spus că teoria mea este concludentă pentru mine… nu numai pentru că sunt infirmate toate presupunerile contrarii, ci și pentru că decurge din experiențele pozitive și hotărâtoare.” Răspunzând pentru a doua oară iezuitului Paradis prin intermediul lui Oldenburg, Newton repetă din nou, iritat: „Trebuie să observ, înainte de toate, că teoria mea despre refracția luminii și despre culori constă exclusiv în determinarea unor însușiri ale luminii fără a emite vreo ipoteză despre originea ei”.
Dacă ținem seama că Newton a lucrat și în domeniul acusticii, cel puțin teoretic, vedem că urmele activității sale pot fi constatate în toate domeniile fizicii: în mecanică, în căldură, în teoria despre sunet, lumină, electricitate și magnetism și în domeniul acelor fenomene, care astăzi sunt reunite sub denumirea de „fizică moleculară”.
Newton era, fără îndoială, un om profund religios și în afară de aceasta, un teolog erudit. În 1703, John Locke scria nepotului său, King: „Newton este într-adevăr un savant remarcabil, nu numai datorită uimitoarelor sale realizări în domeniul matematicii, ci și în teologiei, grație vastelor sale cunoștințe în Sfânta Scriptură, puțini putându-se compara cu el”. Newton se bucura de asemenea mare celebritate ca teolog și în cercuri mai largi.
Triumful științific al lui Newton în ultimele decenii se împletea într-un anumit grad cu o bunăstare exterioară: onorurile palatului, respectul discipolilor, îngrijire bună acasă. Nepoata sa a continuat să locuiască la el și nu s-a despărțit de el nici după ce s-a măritat a doua oară cu Condwitt. Bătrânețea lui a fost liniștită, fără complicații și zguduiri bruște. Abia la vârsta de 80 de ani s-a constatat la Newton o afecțiune serioasă a vezicii, însoțită de o litiază. Cu toate că deținea o funcție înaltă, el a rămas până în ultimele zile modest și simplu în relațiile cu oamenii și în îmbrăcăminte. După mărturia multor contemporani, în înfățișarea sa exterioară, Newton nu avea nimic deosebit, care să atragă atenția. Era de statură sub-mijlocie, îndesat și cu o privire vie și pătrunzătoare. Numărul destul de mare de portrete în ulei confirmă părerile contemporanilor săi. Newton se bucura de o sănătate excelentă ; până la sfârșitul vieții sale el a pierdut doar o singură măsea și și-a păstrat până la sfârșit un păr des și frumos, de un alb splendid la bătrânețe, după mărturia lui Condwitt. Părul și-l lega uneori cu o fundă. Newton nu era un bun tovarăș de conversație, fiind mereu cufundat în gânduri. În legătură cu aceasta s-au păstrat multe anecdote despre felul său de a fi distrat. Econom și socotit, el își ajuta întotdeauna cu plăcere prietenii și rudele. După moartea sa a rămas o moștenire importantă, de 32.000 lire sterline.
Starea sănătății lui Newton s-a înrăutățit vizibil în 1725. În acel an Londra a fost vizitată de preceptorul lui Ludovic al XV-lea, abatele Alary, și Newton a putut prezida încă ședința solemnă a Societății Regale, ținută cu acest prilej.
Din 1725, Newton și-a încetat de fapt serviciul la Monetărie și și-a predat funcțiile soțului nepoatei sale – Condwitt. El a fost mutat la Kensington, iar pe 28 februarie 1727 merge la Londra pentru a prezida ședința Societății regale. La înapoiere în Kensington, la 4 martie, a avut o criză de litiază. Câteva zile, mai erau speranțe că Newton se va însănătoși; la 18 martie Newton mai citise ziarele și avusese o convorbire cu medicul său și cu Condwitt. În seara aceleiași zile el și-a pierdut cunoștința și a murit liniștit în noaptea de 20 spre 21 martie, în vârstă de 84 de ani. Corpul lui Newton a fost adus de la Kensington la Londra și înmormântat în cadrul unei ceremonii solemne la Westminster. Peste patru ani, rudele lui Newton au ridicat la mormântul său un monument cu chipul lui, decorat cu diferite embleme și simboluri.
Epitaful de pe mormântul său conține următorul text: „Aici se odihnește Sir Isaac Newton, nobil, care cu o rațiune aproape divină a demonstrat cel dintâi, cu făclia matematicii, mișcarea planetelor, căile cometelor și fluxurile oceanelor. El a cercetat deosebirile razelor luminoase și diferitele culori care apar în legătură cu acesta, ceea ce nu bănuia nimeni înaintea lui. Interpret sârguincios, înțelept și corect al naturii, al antichității și al Sfintei Scripturi, el a afirmat prin filozofia sa măreția Dumnezeului atotputernic, iar prin caracterul său exprima simplitatea evanghelică. Să se bucure muritorii, că a existat o asemenea podoabă a speciei umane. Născut la 25 decembrie 1642, decedat la 20 martie 1727”.
Biografii consideră că Newton a avut schizofrenie ușoară și era maniaco-depresiv. Alții susțin că a avut psihoză cu delir de persecuție, dar insuficientă pentru diagnosticul de schizofrenie. Alți autori acceptă ideea că a suferit de paranoia. Un alt autor conchide că probabil Newton a suferit de schizofrenie paranoidă.

## Opera

### Lucrări în domeniul opticii
Între 1670 și 1672 Newton s-a ocupat mai mult cu problemele de optică. Primul său articol științific a fost publicat despre acest domeniu în 1672 în Proceedings of the Royal Society. În acest timp a studiat refracția luminii, demonstrând că o prismă de sticlă poate descompune lumina albă într-un spectru de culori și că adăugarea unei lentile și a unei alte prisme poate recompune lumina albă. Pe baza acestei descoperiri a construit un telescop cu reflexie, care a fost prezentat în 1671 la Royal Society. Newton a probat că lumina este alcătuită din particule. Cercetările ulterioare au demonstrat natura ondulatorie a luminii, pentru ca, mai târziu, în mecanica cuantică să se vorbească despre dualismul corpuscul-undă.
De asemenea, modelul de telescop folosit azi este cel introdus de către Newton.

### Teoria gravitației
În 1679 Newton reia studiile sale asupra gravitației și efectelor ei asupra orbitelor planetelor, referitoare la legile lui Kepler cu privire la mișcarea corpurilor cerești, și publică rezultatele în lucrarea De Motu Corporum ("Asupra mișcării corpurilor", 1684).
În lucrarea Philosophiae naturalis principia mathematica ("Principiile matematice ale filozofiei naturale", 1687), Newton stabilește cele trei legi universale ale mișcării (Legile lui Newton), referitoare la inerția de repaus și mișcare și la principiul acțiune-reacțiune. Folosește pentru prima dată termenul latin gravitas (greutate), pentru determinarea analitică a forțelor de atracție, și definește Legea atracției universale.

### Opere filozofice și religioase
Newton a scris numeroase opuscule cu subiecte filozofice și religioase asupra interpretării unor texte din Biblie, sub influența spiritualismului mistic al lui Henry More și a convingerii în unitatea universului împotriva dualismului cartezian. Lucrările sale The Chronology of Ancient Kingdoms Amended și Observations Upon the Prophecies of Daniel and the Apocalypse of St. John au fost publicate după moartea sa.
Newton a scris mai mult despre religie, alchimie și ocultism decât tot restul scrierilor sale la un loc. Caietul Pierpont Morgan, început în anul 1659, era „plin de rețete de vopsele și medicamente și instrucțiuni pentru a face scamatorii”. John Maynard Keynes, care a cumpărat operele alchimice ale lui Newton, afirma că „Newton n-a fost primul om al epocii rațiunii, ci a fost ultimul dintre magi.” Newton a căutat îndelung piatra filozofală, nu pentru a transforma plumbul în aur, ci pentru a dezlega misterele ultime ale Creației, lucru pentru care se simțea ales de Dumnezeu. El credea că multe texte antice și mituri sunt rețete alchimice cifrate, pe care le executa experimental în laborator. Cunoștințele alchimice l-au ajutat mult în postul de funcționar și apoi conducător al Monetăriei Regale, fiind ocupat printre altele cu depistarea falsificatorilor de bani. Sfârșitul carierei de alchimist era de obicei cel de falsificator de bani. Acesta este unul din motivele pentru care alchimia trebuia practicată în secret. Alte motive pentru asta: ea era vector de idei eretice și aducea suspiciunea de vrăjitorie (granița dintre vrăjitorie și ceea ce azi numim chimie nu era bine definită). Newton îi trimitea de obicei la moarte pe falsificatorii de bani. Teoria acțiunii la distanță era inspirată de ermetism, fiind criticată în epocă drept idee ocultă. Newton credea că gravitația este mediată de emisiile de „salnitru”, orice corp ceresc emițând „salnitru” (notat de el în manuscrisul alchimic secret Despre vegetarea metalelor). Contrar mecanicismului cartezian, Newton credea că totul în natură este viu (inclusiv metalele).
Un alt autor neagă că Newton a abordat alchimia din punct de vedere mistic. De exemplu, Newton privea miturile antice drept rețete alchimice. Conform altui autor, Newton a fost un alchimist total „dezvrăjit”.
Newton a fost mult influențat de rozacrucianism. În calitate de creștin avea opinii teologice neortodoxe, fiind adept al profețiilor făcute în baza Bibliei. Astfel Newton a profețit că sfârșitul lumii nu va veni înainte de anul 2060. Newton respingea dogma Sfintei Treimi și considera adorarea lui Isus drept Dumnezeu ca fiind idolatrie, idolatria fiind cel mai grav păcat în optica lui. Newton s-a exprimat public contra acceptării catolicilor la Trinity College, opinie pentru care risca o pedeapsă considerabilă, de care a scăpat ca prin minune (regele din acel moment era catolic). După izgonirea acelui rege, această opinie i-a asigurat alegerea drept membru al Parlamentului. Newton a fost un protestant ascetic care credea cu fanatism în Sola Scriptura, era eretic și ocultist. Profesorii universitari de la Trinity College erau obligați sa devină preoți, iar el a obținut de la rege scutire în aceasta privință (pentru Newton a deveni preot anglican era apostazie, el compara preoții trinitari cu ucigașii). Trebuise însă să țină o predică, ocazie pe care a folosit-o pentru a înfiera catolicismul pentru curvie spirituală și idolatrie. A murit refuzând sa fie împărtășit de biserica apostată (așa considera el Biserica Anglicană). El însuși considera Sfânta Treime drept erezie papistașă care blasfemia contra primei porunci și drept o mare înșelare. Și-a ținut aceste opinii secrete deoarece ereticii erau de obicei linșați de mase, iar dacă ar fi ajuns pe mâna justiției ar fi primit o pedeapsă foarte grea, dar le-a scris cifrat în niște caiete. Pe patul morții și-a dezvăluit opiniile religioase prietenilor săi, care au descris scena într-un manuscris nedestinat publicului.
Newton credea că aceste civilizații antice toate împărtășeau o singură religie științifică. „Prima religie a fost cea mai rațională dintre toate celelalte, până când neamurile au corupt-o.” Newton era convins că găsise sursa corupției. „El credea ceva ce majoritatea creștinilor, indiferent dacă sunt protestanți sau catolici, ar găsi profund condamnabil, dezgustător, probabil chiar mai rău decât ateismul.” Newton a negat că Dumnezeu era o Treime. „Există un singur Dumnezeu, Tatăl veșnic viu, omniprezent, omniscient, atotputernic, Făcătorul Cerului și al Pământului, și un mijlocitor între Dumnezeu și Om, Omul Hristos Isus.” Acest lucru a depășit chiar și cel mai radical protestantism. Aceasta era erezie. Dar Newton studiase Biblia mai amănunțit decât orice întrebare științifică. El a concluzionat că texte false au fost introduse în Biblie în secolul al IV-lea pentru a afirma divinitatea lui Hristos. „Antitrinitarismul era ilegal. Era scos în afara legii. În principiu, puteai fi condamnat la moarte pentru asta.” „Acesta a fost un secret îngrozitor pe care Newton se chinuia cu disperare să-l ascundă toată viața.”— BBC, Isaac Newton: The Last Magician
Pentru Newton a șaptea pecete a Apocalipsei a fost deschisă în anul 380 d.Hr. prin afirmarea trinitarianismului atanasian, ceea ce constituia, după Newton, Marea Apostazie.

#### „Filozofia naturală” a lui Newton
Isaac Newton nu a fost nici metafizician de profesie ca Henry More, nici în același timp filozof și om de știință ca René Descartes. Filozofia îl preocupă numai în măsura în care are nevoie pentru a pune bazele investigației sale matematice a naturii. Fizica sa, mai exact, filozofia naturală a lui Newton nu poate fi disociată de conceptele inteligibile de timp absolut și spațiu absolut, opuse timpului și spațiului sensibil sau datorite simțului comun. Timpul absolut, adevărat și matematic, este numit de Newton Durată. În ceea ce privește structura internă a spațiului, a "diviza" spațiul, adică a separa în mod efectiv și real "părțile" sale, este imposibil, imposibilitate care nu interzice efectuarea unor distincții "abstracte" și "logice" și nu ne împiedică să deosebim "părți" inseparabile în spațiul absolut. Infinitatea și continuitatea spațiului absolut implică această distincție. Din aceasta derivă afirmația că mișcarea absolută este mișcarea în raport cu spațiul absolut, și toate mișcările relative implică mișcări absolute. Mișcarea absolută este însă foarte greu, dacă nu imposibil de determinat. Noi percepem lucrurile în spațiu, mișcările lor în raport cu alte lucruri, adică mișcările lor relative, dar nu mișcările lor absolute în raport cu spațiul însuși. În plus, mișcarea însăși, starea de mișcare, deși diametral opusă stării de repaus, este totuși absolut indiscernabilă de aceasta din urmă. Așadar, noi putem distinge efectiv mișcările absolute de mișcările relative sau chiar de repaus numai în cazul în care determinarea forțelor care acționează asupra corpurilor nu se bazează pe percepția schimbărilor ce intervin în relațiile mutuale ale corpurilor respective. Mișcarea rectilinie nu oferă această posibilitate, condițiile necesare sunt întrunite doar de mișcarea circulară, care dă naștere unor forțe centrifuge a căror determinare permite recunoașterea existenței ei într-un corp dat și chiar să-i măsurăm viteza, fără a trebui să ne interesăm de poziția sau de comportamentul vreunui alt corp decât al celui care se rotește. Descoperirea caracterului absolut al rotației constituie o confirmare decisivă a concepției despre spațiu a lui Newton, ea o face accesibilă cunoașterii noastre empirice și, fără să o lipsească de funcția și de statutul ei metafizic, îi asigură rolul și locul de concept științific fundamental. Căci dacă mișcarea inerțială, adică mișcarea rectilinie și uniformă, devine - exact ca și repausul - starea naturală a unui corp, atunci mișcarea circulară, care în orice punct al traiectoriei își schimbă direcția, păstrând totodată o viteză unghiulară constantă, apare din punctul de vedere al legii inerției ca o mișcare nu uniformă, ci constant accelerată. Spre deosebire însă de simpla translație, accelerația a fost întotdeauna ceva absolut și așa a rămas până la emiterea teoriei relativității generale de către Einstein, care o lipsește de caracterul său absolut. Or, ca să realizeze acest lucru, Einstein a trebuit să re-închidă Universul și să nege structura "geometrică" euclidiană a spațiului, confirmând astfel logica concepției newtoniene.

## Eponime asociate

### În fizică
- Unitatea de măsură a forței în Sistemul Internațional: un Newton, cu simbolul N, reprezintă forța care aplicată unui corp cu masa de 1 kg îi imprimă o accelerație de 1 m/s2.
- Unitatea de măsură a momentului forței: un newton-metru, cu simbolul Nm, reprezintă forța de 1 newton aplicată unui suport perpendicular pe o axă și aflat la o distanță de 1 metru de acea axă.
- Tubul lui Newton, folosit pentru demonstrarea faptului că în vid obiectele de masă diferită cad cu aceeași viteză.
- Legile lui Newton referitoare la mișcarea mecanică.

### În matematică
- Binomul lui Newton, formula de dezvoltare a puterii sumei: (a+b)n
- A inițiat (a "inventat", de fapt) conceptul de limită, cel de derivată și cel de integrală.
- Alături de Leibniz este fondatorul calculului diferențial și integral. Cei doi titani ai științei au ajuns, în mod inevitabil la crearea acestui domeniu al matematicii pe două căi foarte diferite. Leibniz a pornit de la soluționarea matematică a nedeterminărilor „clasice” din matematică, iar Newton a plecat de la definirea corectă a vitezei și accelerației, ca variații ale vectorilor de poziție, respectiv viteză, în variații infinitezimale ale timpului în care are loc o mișcare mecanică.

### În optică
- Inelele lui Newton, datorate fenomenului de interferență
- Discul lui Newton, un dispozitiv cu ajutorul căruia se demonstrează că suprapunerea tuturor culorilor din spectru reconstituie lumina albă